# Sveriges ambassad i Canberra
Sveriges ambassad i Canberra är Sveriges diplomatiska beskickning i Australien som är belägen i landets huvudstad Canberra. Beskickningen består av en ambassad, ett antal svenskar utsända av Utrikesdepartementet (UD) och lokalanställda. Ambassadör sedan september 2022 är Pontus Melander. Ambassaden täcker förutom Australien och Nya Zeeland även elva öar i Stilla havet; Fiji, Kiribati, Nauru, Papua Nya Guinea, Salomonöarna, Samoa, Tonga, Tuvalu och Vanuatu. Sverige har även åtta konsulat i Australien.

## Historia
Den svenska ambassaden stod klar hösten 1951 i stadsdelen Yarralumla i Canberra.

## Fastigheten
Ambassaden, som uppfördes 1947–1951, är ritad av arkitekterna Messers Peddle, Thorp och Walker från Sydney i samarbete med den svenske arkitekten Edvard Lundquist, vars skisser låg till grund för arbetet. Byggnaden har ett svenskt uttryck men är anpassad efter förhållandena i Canberra. Byggnaderna med sin karakteristiska svenska arkitektur har integrerats väl med de förhållanden som råder på den stora tomten. Både svenskt och australiskt material, ytskikt och hantverk har använts. Det är ytterst få exteriöra förändringar som skett sedan byggnaderna ursprungligen uppfördes och residenset interiör är också den huvudsakligen intakt. 1952 ärades den svenska ambassadbyggnaden med "Sir Sulman Award for Public and Monumental Buildings".

## Beskickningschefer
| Namn                   | Period    | Funktion               | Anmärkning                                                                 |
| ---------------------- | --------- | ---------------------- | -------------------------------------------------------------------------- |
| Constans Lundquist     | 1947–1950 | Envoyé                 | Med placering i Sydney.                                                    |
| Bo Alander             | 1950–1951 | T.f. Chargé d’affaires | Med placering i Sydney.                                                    |
| Martin Kastengren      | 1951–1957 | Envoyé                 |                                                                            |
| Carl Bergenstråhle     | 1957–1960 | Envoyé                 |                                                                            |
| Nils-Eric Ekblad       | 1960–1963 | Envoyé                 |                                                                            |
| Gösta af Petersens     | 1963–1969 | Ambassadör             |                                                                            |
| Per Anger              | 1970–1975 | Ambassadör             |                                                                            |
| Per Lind               | 1975–1979 | Ambassadör             |                                                                            |
| Lars Hedström          | 1979–1985 | Ambassadör             | Sidoackrediterad till Port Moresby och Honiara samt Port Vila (från 1982). |
| Hans Björk             | 1986–1990 | Ambassadör             | Sidoackrediterad till Port Moresby och Honiara samt Port Vila.             |
| Bo Heinebäck           | 1990–1994 | Ambassadör             | Sidoackrediterad till Honiara och Port Vila samt Port Moresby (från 1991). |
| Göran Hasselmark       | 1994–2000 | Ambassadör             | Sidoackrediterad till Port Moresby (från 2000).                            |
| Lars-Erik Wingren      | 2000–2003 | Ambassadör             |                                                                            |
| Karin Ehnbom-Palmquist | 2003–2008 | Ambassadör             | [ a ]                                                                      |
| Sven-Olof Petersson    | 2008–2014 | Ambassadör             | Sidoackrediterad till Wellington och nio öar i Stilla havet.               |
| Pär Ahlberger          | 2014–2019 | Ambassadör             | Sidoackrediterad till Wellington och nio öar i Stilla havet.               |
| Henrik Cederin         | 2019–2022 | Ambassadör             | Sidoackrediterad till Wellington och nio öar i Stilla havet.               |
| Pontus Melander        | 2022–idag | Ambassadör             | Sidoackrediterad till Wellington och nio öar i Stilla havet.               |

## Bilder

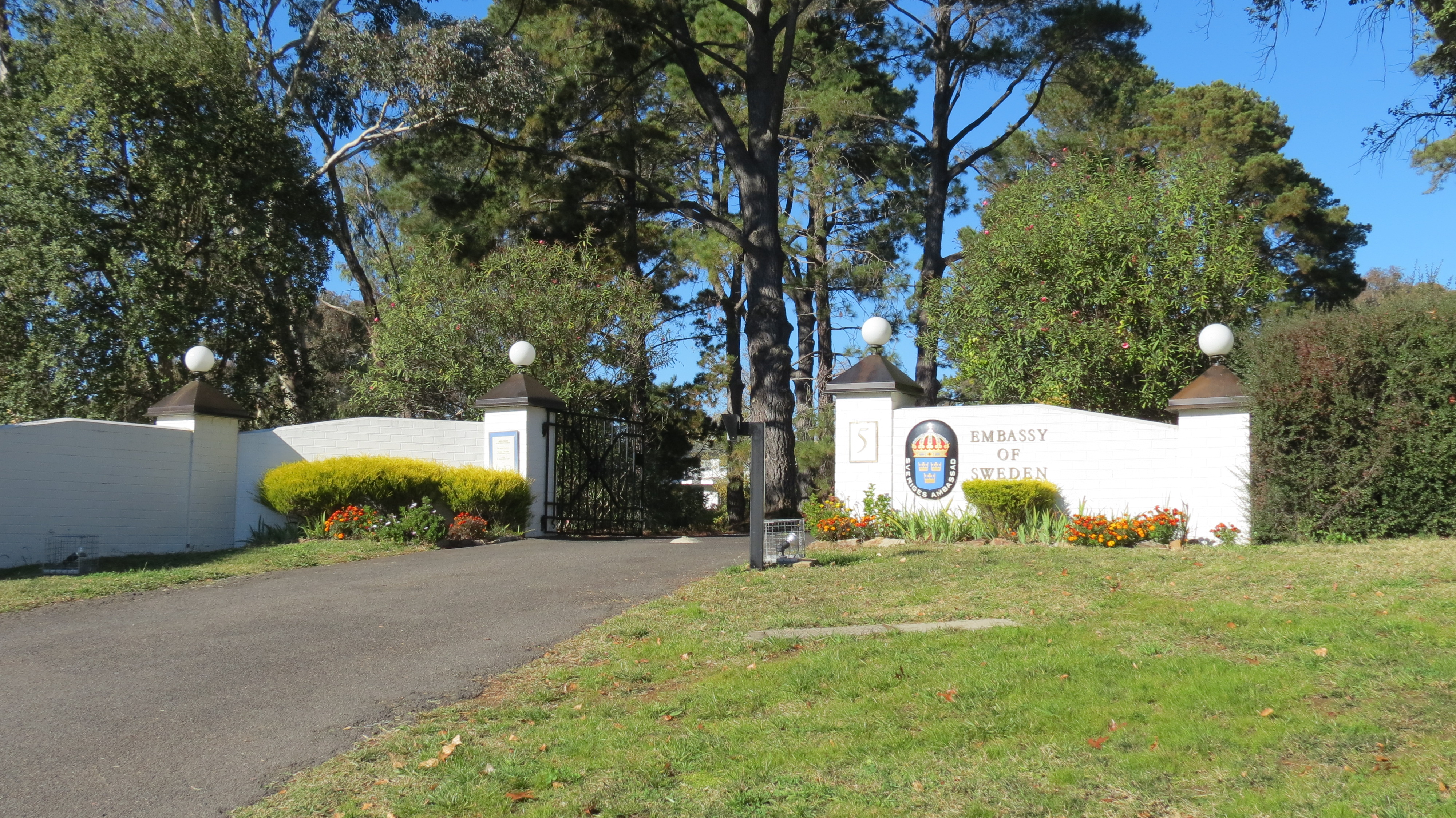
Sveriges ambassad i Canberra.
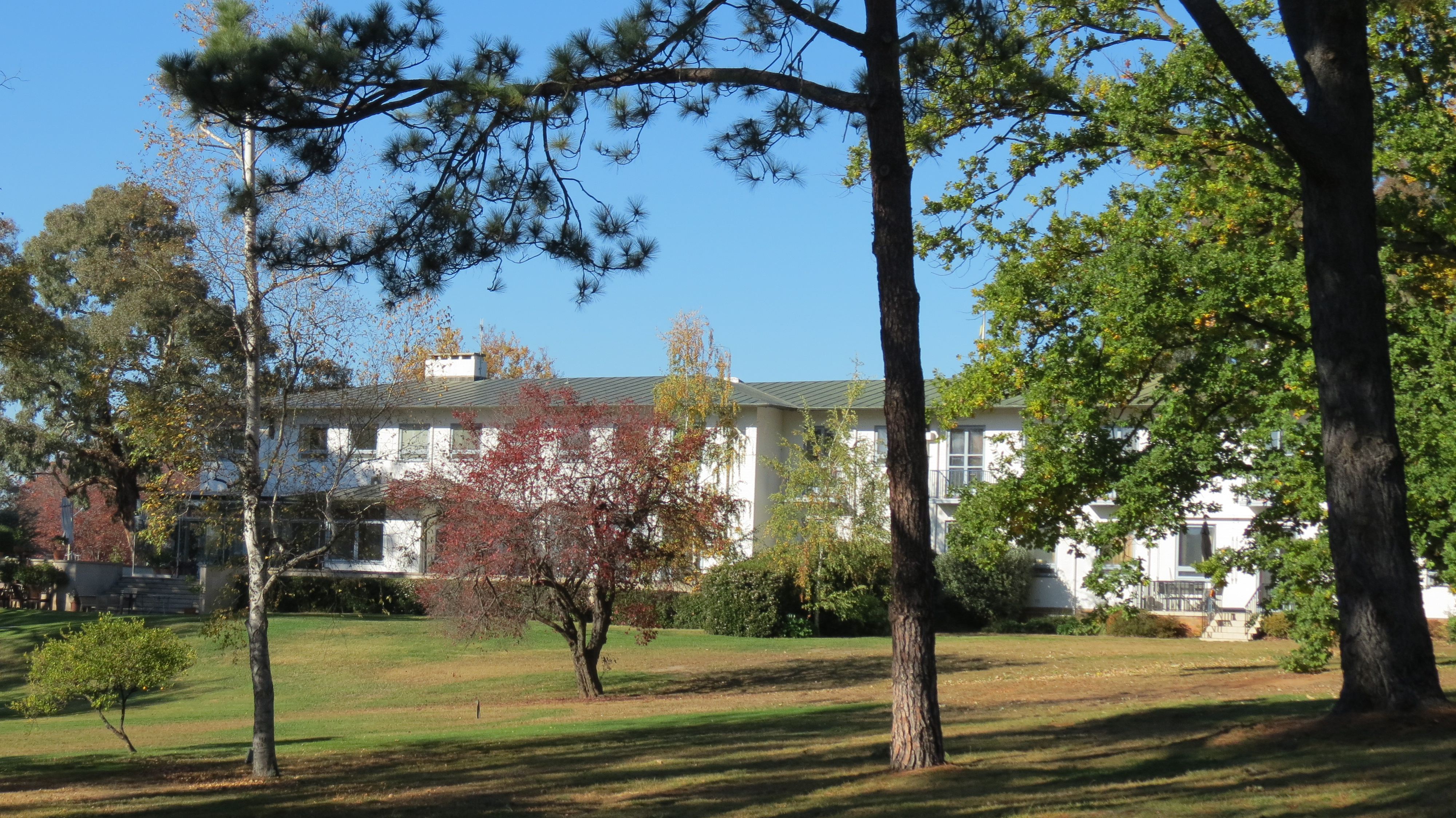
Sveriges ambassad i Canberra.

## Fotnoter
1. ↑  Greger Widgren var Stockholmsbaserad ambassadör för Fiji, Papua Nya Guinea, Samoa, Salomonöarna, Tonga och Vanuatu 2003-2008.[6]
2. ↑  Ambassadören i Canberra är sidoackrediterad till Nya Zeelands huvudstad Wellington samt till nio öars huvudstäder i Stilla havet; Apia, Funafuti Honiara, Nuku'alofa, Port Moresby, Port Vila, South Tarawa, Suva och Yaren.[1]